# Hello America
Hello America (Hola, América) es el séptimo disco de la carrera de Blue System. Es editado en 1992 bajo el sello BMG Ariola y producido por Dieter Bohlen. El álbum contiene 11 nuevos temas.

## Lista de canciones
| #   | Título                                   | Tiempo |
| --- | ---------------------------------------- | ------ |
| 1.  | "Romeo And Juliet" (Dieter Bohlen)       | 3:52   |
| 2.  | "Crossing The River" (Dieter Bohlen)     | 4:03   |
| 3.  | "I Will Survive" (Dieter Bohlen)         | 3:40   |
| 4.  | "I Like Your Sexy Body" (Dieter Bohlen)  | 3:28   |
| 5.  | "Satellite To Satellite" (Dieter Bohlen) | 3:43   |
| 6.  | "Hello America" (Dieter Bohlen)          | 3:58   |
| 7.  | "Vampire" (Dieter Bohlen)                | 3:37   |
| 8.  | "Wonderful World" (Dieter Bohlen)        | 3:44   |
| 9.  | "Heartache No. 9" (Dieter Bohlen)        | 3:37   |
| 10. | "Unfinished Rhapsodie" (Dieter Bohlen)   | 3:22   |
| 11. | "Final" (Dieter Bohlen)                  | 4:03   |

## Posicionamiento
| Listas (1992)                | Máxima Posición |
| ---------------------------- | --------------- |
| Alemania albums chart        | 18              |
| Austria albums chart         | 21              |
| Hungría albums chart         | 34              |
| República Checa albums chart | 13              |

- Datos: Q3034818